# Сеш (острів)
Сеш (фр. Île Sèche) — невеликий гранітний острів в Індійському океані, входить до Внутрішніх Сейшельських островів.
Острів Сеш розташований за 7,5 км від острова Мае. Найближчі острови лежать на заході, це — Сент-Анн, Муаен і Лонг. Довжина острова становить 220 м, ширина — 130. Острів являє собою гранітну скелю, на вершині якої росте кілька невисоких дерев. На острові гніздяться чайки.